# Samsung i8910
Samsung i8910 (OMNIA HD) — мультимедийный смартфон фирмы Samsung Electronics. В США выпускается под названием Samsung OMNIA HD.

## Описание
Основной особенностью телефона является сенсорный  Active-Matrix OLED-экран (AMOLED) диагональю 3,7 дюйма и разрешением 640 x 360 пикселей, отображающий 16 миллионов цветов. А также 8-ми мегапиксельная камера с поддержкой съемки видео в HD-качестве 720p с частотой 24 кадра в секунду. Другими особенностями съемки фото и видео являются привязка к местности (geotagging), распознавание лиц (face detection), распознавание улыбки (smile detection) и настройка широкого динамического диапазона изображения (WDR - Wide Dynamic Range). Samsung i8910 Omnia HD работает на базе платформы Symbian с поддержкой интерфейса TouchWiz.
В аппарат встроена поддержка передачи данных по беспроводному каналу Wi-Fi с DLNA, а также Bluetooth 2.0 с A2DP. Имеется стандартный порт microUSB, звуковой 3,5 мм выход miniJack, выход TV-out и GPS-приемник с A-GPS с опционально поставляемым мобильным навигатором Samsung Mobile Navigator by Route 66.
Samsung i8910 поставляется  либо с 8-ми либо с 16-ю ГБ встроенной памяти с возможностью расширения памяти через слот microSD до 32 ГБ (то есть максимально до 48 ГБ).

## Особенности
- Процессор Texas Instruments OMAP 3430 частотой 600 МГц[1]
- поддержка DivX/XviD, MPEG4 и субтитров
- AMOLED-экран вместо LCD
- 3.7" сенсорный емкостный экран вместо сенсорного резистивного экрана (соотношение сторон 16:9)
- HD-видео с разрешением (720p), совместимый с телевизионным стандартом DLNA.
- Платформа Symbian S60 5th Edition (Symbian^1)
- Акселерометр для автоматического поворота изображения на экране и сброса входящего вызова
- светодиодный сенсор для автоматического выключения подсветки экрана
- Магнитометр для определения сторон света
- GPS-приемник с поддержкой A-GPS
- ФМ-радио с RDS (Radio Data System)
- Виртуальная поддержка 5.1 канала Dolby surround (в наушниках, после обновления прошивки возможно и в стандартном режиме)
- Браузер с поддержкой Flash-видео [2]
- программное обеспечение для просмотра офисных документов
- 8.1 Мп камера со светодиодной вспышкой
  - При настройках по умолчанию фотокамера делает фотографии с соотношением сторон 4:3, но имеется возможность в настройках выбрать соотношение 16:9 с уменьшением разрешения изображения до 6 Мп.

## Интересные факты
- Samsung i8910 стал первым мобильным телефоном, который позволил записывать HD-видео с разрешением 1280х720 пикселей.
- Samsung i8910 стал первым мобильным телефоном, в котором был использован AMOLED-экран с диагональю более 3.5".
- Стал первым серийным телефоном, на который была поставлена ОС Windows Phone 7[3]. По причине несоответствия аппаратного обеспечения операционной системе, версия телефона с подобной прошивкой так и не пошла в серию.

## Похожие модели
- Apple iPhone
- Nokia 5800
- Samsung M8910
- Samsung Monte S5620
- Samsung S8500 Wave
- Samsung Galaxy S i9000